# Queen's Football League 2018
La Queen's Football League 2018 è la 2ª edizione dell'omonimo torneo di football americano femminile.
Le Rotterdam Ravens sono state escluse dalla competizione dopo la seconda giornata.

## Squadre partecipanti
| Club             | Città     | Stadio | Sponsor ufficiale | Risultato nella stagione 2017 |
| ---------------- | --------- | ------ | ----------------- | ----------------------------- |
| Amsterdam Cats   | Amsterdam |        |                   |                               |
| Flevo Foxes      | Almere    |        |                   |                               |
| Rotterdam Ravens | Rotterdam |        |                   |                               |

## Stagione regolare

### Calendario

#### 1ª giornata
| Rotterdam 30 settembre 2018, ore 14:00 | Rotterdam Ravens | 19 – 40 | Amsterdam Cats | Sportplaza Zuiderpark |

#### 2ª giornata
| Almere 28 ottobre 2018 | Flevo Foxes | 0 – 20 | Rotterdam Ravens | Sportpark De Marken 4a |

#### 3ª giornata
| Amsterdam 25 novembre 2018 | Amsterdam Cats | - – - (annullata) | Flevo Foxes |  |

### Classifica
La classifica della regular season è la seguente:
- PCT = percentuale di vittorie, G = partite giocate, V = partite vinte,  P = partite perse, PF = punti fatti, PS = punti subiti

| Pos. | Squadra          | PCT   | G | V | N | P | PF | PS |
| ---- | ---------------- | ----- | - | - | - | - | -- | -- |
| 1    | Amsterdam Cats   | 1.000 | 1 | 1 | 0 | 0 | 40 | 19 |
| -    | Rotterdam Ravens | .500  | 2 | 1 | 0 | 1 | 39 | 40 |
| 2    | Flevo Foxes      | .000  | 1 | 0 | 0 | 1 | 0  | 20 |

## II Queen's Bowl
| Utrecht 16 dicembre 2018, ore 12:00 | Amsterdam Cats | - – - (annullata) | Flevo Foxes | Sportpark Overvecht Noord |

## Verdetti
- Stagione interrotta